# هاني بشر
هاني بشر هو صحفي ومخرج ومنتج أفلام وثائقية مستقل مصري. عمل بقناة الجزيرة الفضائية منذ عام 2005 حتى 2014. كان مراسلا للقناة في لندن حيث قام بتغطية الانتخابات العامة والمحلية في بريطانيا ومؤتمرات حزب المحافظين الحاكم، كما أجرى مقابلات مع العديد من السياسيين، منهم رئيس الوزراء البريطاني ديفيد كاميرون, وعبد الجليل مصطفى رئيس المجلس الوطني الانتقالي الليبي, والأمين العام لحلف شمال الأطلسي الناتو ياب دي هوب سخيفر. كما غطى أحداث الثورة المصرية مطلع ومنتصف عام 2011. أخرج وقدم العديد من الأفلام الوثائقية والبرامج التي عرضت على شاشة الجزيرة وقنوات أخرى منها برنامج بتوقيت مصر على قناة التليفزيون العربي من مايو 2015 وحتى أغسطس 2016.

## التحصيل العلمي
- طالب دكتوراه بقسم دراسات الأفلام والتليفزيون بجامعة جلاسكو باسكتلندا
- دراسات عليا في الصحافة التلفزيونية- جامعة ويستمنستر في لندن2005
- ماجستير في العلاقات الدولية والعلوم الإنسانية جامعة أبرتي دندي بأسكتلندا 2004
- ليسانس حقوق في جامعة القاهرة 2000.

## التاريخ المهني
- مراسل ومحرر للعديد من الصحف والمجلات ومواقع الإنترنت (2000-2003)، منها مجلة كايرو تايمز، وجريدة الأخبار المصرية، ومركز الأهرام للدراسات السياسية والإستراتيجية، وموقع إسلام أون لاين.
- صحفي بغرفة الأخبار ومنتج فقرات بنشرة الجزيرة هذا الصباح قناة الجزيرة الفضائية (2005-2006).
- منتج ومقدم برامج وثائقية ضمن سلسلة تحت المجهر في قناة الجزيرة الفضائية (2006-2009)

## الأفلام التي أنتجها على الجزيرة باليوتيوب
- ميراث بلفور على يوتيوب
- بلاد ما بين الحربين على يوتيوب
- حكايات السياج على يوتيوب
- رأس الحربة على يوتيوب